# Schmürsches
Schmürsches ist eine Hofschaft im Norden der bergischen Großstadt Wuppertal.

## Lage und Beschreibung
Die Hofschaft liegt im Südwesten des Wohnquartiers Dönberg im Stadtbezirk Uellendahl-Katernberg auf einer Höhe von 230 m ü. NHN im Tal des Hardenberger Bachs. 
Benachbarte Orte sind neben Dönberg Saurenhaus, Siebeneick, Mutzberg, Knorrsiepen, Dümpel, Engelshaus, Jungenholz, Grades, Bruch, Schimmelshaus, Worth, Brink, Frickenhaus, Schmitzhaus, Heidacker, Unten-  und Obenrohleder. Südlich befindet sich die Erhebung Woltersberg im Waldgebiet Große Busch/An Woternocken. 
Der Wuppertaler Rundweg führt an Schmürsches vorbei.
In der lokalen Mundart wurde der Ort auch als Schmüres oder Mürershaus bezeichnet.

## Geschichte
Schmürsches wurde erstmals um 1490 in einem Schatzbuch märkischer Untertanen als Muerer urkundlich erwähnt und gehörte im Spätmittelalter unter der Herrschaft Hardenberg zum Bereich des Herzogtums Berg. In der frühen Neuzeit ist die Zugehörigkeit als Muererhuis zur Hardenberger Bauerschaft Oberste Siebeneick beurkundet.
Im 19. Jahrhundert gehörte Schmürsches zu der Bauerschaft Obensiebeneick und der Kirchengemeinde Dönberg in der Stadt Bürgermeisterei Hardenberg, die 1935 in Neviges umbenannt wurde. Damit gehörte es von 1816 bis 1861 zum Kreis Elberfeld und ab 1861 zum alten Kreis Mettmann. 
Der Ort ist auf der Gemeinde Charte des Parzellar Katasters der Bürgermeisterei Hardenberg von 1815/16 als zu Schmürers eingezeichnet. Im Gemeindelexikon für die Provinz Rheinland von 1888 werden ein Wohnhaus mit sechs Einwohnern angegeben.
Mit der Kommunalreform von 1929 wurde der südöstliche Teil von Obensiebeneick abgespalten und zusammen mit südlichen Dönberger Ortschaften in die neu gegründete Stadt Wuppertal eingemeindet, der Rest Obensiebeneicks mit Schmürsches verblieb zunächst bei Neviges. Durch die nordrhein-westfälische Gebietsreform kam Neviges mit Beginn des Jahres 1975 zur Stadt Velbert und das restliche Obensiebeneick wurde ebenfalls Wuppertal eingemeindet.